# Inibidor da catecol-O-metiltransferase

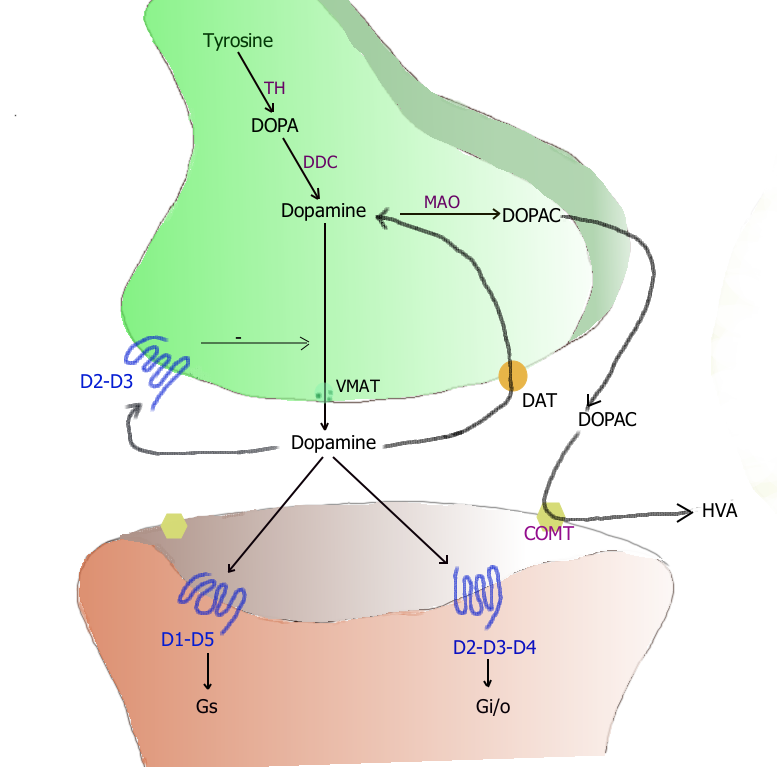
Sinapse dopaminérgica. A COMT degrada a dopamina na membrana pós-sináptica.

Inibidores da catecol-O-metiltransferase (ICOMT) são medicamentos usados no tratamento do mal de Parkinson. A Catecol O-Metiltransferase (COMT) é uma enzima que catalisa a transferência do grupo metil das catecolaminas (dopamina, noradrenalina e adrenalina) durante o processo de metabolização desses neurotransmissores. Possui uma forma solúvel encontrada em vários tecidos e uma outra ligada à membrana plasmática. Assim, sua inibição aumenta a quantidade de dopamina na fenda sináptica.
Pode ser usado associado com o levodopa(precursor da dopamina) para prolongar seu efeito terapêutico.
Nomes comerciais: Tolcapone e entacapone.